# Kongens Nytorv (metropolitana di Copenaghen)
Kongens Nytorv è una stazione della linea M1, della linea M2, della linea M3 e della linea M4 della Metropolitana di Copenaghen.
La stazione fu inaugurata nel 2002 in sotterranea.

## Interscambi
Nelle vicinanze della stazione effettuano fermata alcune linee automobilistiche, gestite da Movia.
- Fermata autobus